# Centre de Documentació i Museu de les Arts Escèniques
Centre de Documentació i Museu de Arts Escèniques (Documentatie Centrum en Museum van de Podiumkunsten van het Theater Instituut), ook bekend als MAE, is een centrum voor informatie onderzoek voor de podiumkunsten in Barcelona, de hoofdstad van de Spaanse autonome gemeenschap Catalonië.
Het centrum heeft een uitgebreide bibliotheek, een archief en collecties van het Institut del Teatre dat gespecialiseerd is in theater, dans, opera, zarzuela, variété, goochelen en circus. De belangrijkste collecties omvatten Catalonië en de Spaanse Gouden Eeuw. Het centrum heeft ook posters, programma's, foto's, prenten, poppentheaters, toneelontwerpen en kostuums welke worden tentoongesteld in tijdelijke tentoonstellingen en online. Het museum heeft geen permanente expositieruimte. Het museum is lid van SIBMAS (Société Internationale des Bibliothèques et des Musées des Arts du Spectacle) en ENICPA (European Network of Information Centres van het Performing Arts), en is onderdeel van de Europese ECLAP Project. 
In Catalonië is betrokken bij het consortium van wetenschappelijke bibliotheken van Catalonië.

## Geschiedenis
De pionier van het museum was theater- en muziekcriticus Marc Jesús Bertran. In 1912 stelde Bertran een plan voor aan de gemeenteraad van Barcelona en het Gemenebest (Mancomunitat) en begon met het verzamelen van voorwerpen en documenten die verband houden met de podiumkunsten. Het Barcelona Museum van Theater, Dans en Muziek werd opgericht in 1923. Bertran werd de eerste directeur, en de eerste tentoonstellingsruimte voor het publiek werd geopend in het Paleis voor Schone Kunsten.
Dat jaar werd het museum een deel van de Catalaanse School voor Dramatische Kunst (Catalana d'Art Dramàtic), opgericht als onderdeel van het culturele beleid van de Provinciale Raad van Barcelona (onder leiding van Enric Prat de la Riba en de oorsprong van het Theater Instituut (Institut del Teatre)).
Een permanente tentoonstellingsruimte werd ingehuldigd in 1936 in het Huis van Barmhartigheid (Casa de la Misericòrdia) in Career Elisabets in Barcelona, waar het gevestigd beleef tot 1945 (toen het met de bibliotheek naar het Palau Güell verhuisde). Het museum en de bibliotheek breidde hun collecties uit, en voegde vele (duizenden) documentaire stukken, ongepubliceerde manuscripten, theatraal schetsen, foto's, affiches, kostuums en programma's toe. De bibliotheek en de verzameling van Artur Sedó (1881-1965), een Catalaans zakenman in textiel en bibliofiel, werden toegevoegd in 1968. Met meer dan 90.000 titels in deze collectie werd het museum een van de grootste Theatrale Bibliografische verzamelingen in Europa, met een uitstekende collectie van Catalaans theater uit de late negentiende, vroege twintigste eeuw en de Spaanse Gouden eeuw. In de late jaren 1990 begon men aan renovaties van het Palau Güell en het MAE verhuisde naar een tijdelijke locatie in de Career Almogàvers (in de wijk Poblenou). Ondertussen werd er een permanent huis gebouwd voor het Theater Instituut (Institut del Teatre) op de berg Montjuïc.
Het nieuwe gebouw werd geopend in 2000. Het groepeerde het museum, het historisch archief en de educatieve en historische bibliotheken onder één dak. De huidige naam werd aangenomen. Vanaf toen richtte het museum zijn focus op het documenteren en digitaliseren van haar collectie. In 2010 waren meer dan 20.000 afbeeldingen online beschikbaar. In maart 2011 heeft de gemeenteraad van Barcelona toegestemd om Casa de la Premsa (pershuis) ontworpen door de architect Pere Domenech i Roura en gebouwd voor de wereldtentoonstelling van 1929 over te dragen en zo een permanente expositieruimte voor het museum te creëren. In augustus 2012 meldde de coördinator van Cultuur van de Provinciale Raad van Barcelona Rosa Serra dat het project werd uitgesteld: "uit voorzichtigheid"

## Missie
Het museum streeft naar het behoud van het Catalaans uitvoerende kunst memorabilia (zoals teksten, programma's, theatrale sketches, beeldjes en kostuums), het ondersteunen van onderwijs en onderzoek aan het Institut del Teatre, het verspreiden van informatie over en het behoud van de bibliotheek, museum- en archiefcollecties en het reageren op vragen naar informatie over Catalaanse podiumkunsten.

## Archief
- Bibliografische archief: meer dan 125.000 volumes, 5000 manuscripten, handtekeningen, brieven en contracten. Het omvat de Aureliano Fernández Guerra collectie: 190 volumes van 12 werken elk (print en manuscript); de collectie van de Hertogen van Osuna; het verzamelen van Emilio Cotarelo Mori, bestaande uit bijna 3.000 titels; de Pedro Salvà en Ricardo Heredia collectie, die in het midden van de negentiende-eeuwse Parijs werd samengesteld; de Joaquin Montaner collectie uit de zestiende en zeventiende eeuw; de collectie van Josep Canals, een Barcelona impresario, en de Lluís Millà collectie, bestaande uit ongeveer 5000 titels.
- Audiovisuele archief: Meer dan 10.000 video, geluid en multimedia-opnamen
- Kleding collectie: Meer dan 1000 kostuums, met inbegrip van die gedragen worden door acteurs Enrique Borras en Margarita Xirgu, dansers Carmen Tórtola Valencia en Carmen Amaya, de bariton Celestino Sarobe, de tenor Francesc Viñas en de sopraan Victoria de los Ángeles
- Design collectie: Meer dan 7300 ontwerpen gemaakt door scenografen Francesc Soler i Rovirosa, Apel·les Mestres, Trabal Altes, Álvaro de Retana, Lluís Labarta, María Araujo en Alexandre Soler. (Scenografie is het ontwerpen en creëren van decors, met een bijzondere aandacht voor de ruimtelijke aspecten ervan.)
- Poppen en marionetten: Vierhonderd zevenendertig stukken van poppenspel kunst, waaronder voorwerpen uit Dido (Ezequiel Vigués), Anglès, Guinovart, Ingeborg, Vergés en de poppenspeler Harry Vernon Tozer, met nadruk op midden van de 20e-eeuwse Catalaanse poppentheater
- Programma: Ongeveer 100.000 programma's shows in Barcelona, Catalonië en Spanje van 1860 tot nu
- Institutionele collecties: Teatre el Molino, Teatro Real, Teatre Romea en Centre dramatische Vallès
- Persoonlijke collecties: Aurora Pons, Colita, Enric Guitart, Fabià Puigserver, Franz Joham, Gonzalo Pérez de Olaguer, Mary Santpere, Masó Majó, Mestres Cabanes, Victoria de los Ángeles, Xavier Regàs i Castells.
- Fotoarchief: Meer dan 150.000 foto's van shows, acteurs, operazangers, componisten, musici, decorontwerpers en auteurs
- Picturale collectie: Ongeveer 500 stukken van verschillende soorten kunst (tekeningen, schilderijen, prenten) uit een verscheidenheid van bronnen, waaronder Ramon Casas, Santiago Rusiñol en Maria Andreu
- Posters: meer dan 5.000 Europese theatrale affiches uit de negentiende eeuw tot nu, met inbegrip van 1918 en 1923 posters van Ballets Russes optredens in Barcelona
- Theater archief: Meer dan 8000 documenten van auteurs zoals Francesc Soler i Rovirosa, Oleguer Junyent, Salvador Alarma, Maurici Vilomara, Joan Morales, Fèlix Urgelles,Fabià Puigserver en Sigfrid Burmann.

## Bibliotheek
De Documentatie Centrum en Museum van de Podiumkunsten heeft drie bibliotheken: een in Barcelona, een ander in Terrassa en een derde in Vic. In 2011 werden ze bezocht door een totaal van 15.330 mensen.